# Elias Earle

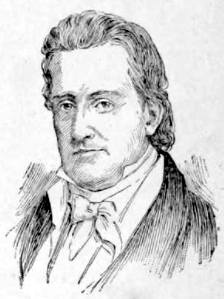
Porträt von Elias Earle

Elias Earle (* 19. Juni 1762 im Frederick County, Colony of Virginia; † 19. Mai 1823 in Centerville, South Carolina) war ein US-amerikanischer Politiker. Zwischen 1805 und 1821 vertrat er mehrfach den Bundesstaat South Carolina im US-Repräsentantenhaus.

## Werdegang
Elias Earle war der Onkel der Kongressabgeordneten Samuel und John B. Earle sowie der Großvater des US-Senators John L. M. Irby. Er genoss eine private Erziehung. Im September 1787 zog er in das Greenville County in South Carolina. Dort wurde er in der Eisenverarbeitung tätig. Gleichzeitig begann er als Mitglied der Demokratisch-Republikanischen Partei eine politische Laufbahn. Zwischen 1794 und 1797 war er Abgeordneter im Repräsentantenhaus von South Carolina. Im Jahr 1800 gehörte er dem Staatssenat an.
Bei den Kongresswahlen des Jahres 1804 wurde er im achten Wahlbezirk von South Carolina in das US-Repräsentantenhaus in Washington, D.C. gewählt, wo er am 4. März 1805 die Nachfolge seines Neffen John antrat. Diesen Distrikt vertrat er bis zum 3. März 1807 nur für eine Legislaturperiode im Kongress. Bei den Wahlen des Jahres 1810 wurde er erneut im achten Bezirk in das US-Repräsentantenhaus gewählt. Dort löste er Lemuel J. Alston ab, der zwei Jahre zuvor sein Nachfolger geworden war. Zwischen 1813 und 1815 und nochmals von 1817 bis 1821 vertrat Earle den siebten Distrikt seines Staates im Kongress. Insgesamt absolvierte er zwischen 1805 und 1821 fünf Legislaturperioden. In diese Zeit fiel unter anderem der Britisch-Amerikanische Krieg von 1812.